# Cuesmes
Cuesmes är en ort i Belgien. Den ligger i provinsen Hainaut och regionen Vallonien, i den centrala delen av landet, 50 km sydväst om huvudstaden Bryssel. Cuesmes ligger 32 meter över havet och antalet invånare är 10 033.
Terrängen runt Cuesmes är huvudsakligen platt. Cuesmes ligger nere i en dal. Runt Cuesmes är det ganska tätbefolkat, med 116 invånare per kvadratkilometer.. Närmaste större samhälle är Mons, 2,9 km nordost om Cuesmes. 
Trakten runt Cuesmes består till största delen av jordbruksmark.